# Красная Дубрава (Ростовская область)
Кра́сная Дубра́ва — посёлок в Советском районе Ростовской области. 
Входит в состав Чирского сельского поселения.

## География
Севернее хутора берёт начало река Грязная, впадающая в реку Чир.

## Население
| 2010 |
| ---- |
| 22   |

## Улицы
На хуторе имеется одна улица — Прудовая.